# Ice Paper
Ice Paper（1991年10月29日—），本名魏然，男，江苏省淮阴市人，中国歌手。2014年参加浙江卫视《中国好声音》第三季比赛，被淘汰后经过复活赛进入齐秦组，经过过关斩将最终获得该组亚军、全国八强而出道， 其“星二代”“官二代”的显赫身份备受媒体和观众关注。之后以艺名“Ice Paper”进军说唱界，并于2019年以单曲《心如止水》再度翻红。

## 生平
1991年出生于江苏省淮安市一个艺术世家。2010年考入南京艺术学院音乐教育专业本科班（2014年毕业）。
2014年参加浙江卫视《中国好声音》第三季最终获得齐秦组亚军、全国八强。
2015年获得加拿大新时代电视台“2015加拿大新枫采创业颁奖典礼”新声代最佳新锐歌手奖，加拿大联邦国防暨多元文化部长康尼亲自为其颁奖。

## 家庭
父亲魏佳宁为一级演员、国家级非物质文化遗产“淮海戏”省级传承人、江苏省政协委员、江苏省剧协理事和淮安市剧协副主席。

## 中国好声音
| 期数   | 首播日期      | 比赛主题              | 演唱歌曲 | 结果                       |
| ------ | ------------- | --------------------- | --- | -------------------------- |
| 第5期  | 2014年8月15日 | 好声音盲选第5期       | 《爱是怀疑》 | 没有导师选择               |
| 第6期  | 2014年8月16日 | 好声音复活赛          | 《I believe I can fly》 | 最后时刻获得加入齐秦组     |
| 第10期 | 2014年9月19日 | 齐秦组组内淘汰赛16进4 | - 魏然VS罗景文《拒绝再玩》 - 魏然《改变自己》PK 南玛子呷《哎呀》                                                                         | 最终晋级齐秦组4强          |
| 第11期 | 2014年9月21日 | 谢师加油夜            | 《爱是怀疑》 |                            |
| 第13期 | 2014年9月30日 | 齐秦组4进1            | - 魏然+秦宇子+刘双双+张卓含威+齐秦，合唱《往事随风》 - 魏然《眼色》PK 刘双双《月半弯》，胜出 - 魏然《痛并快乐着》PK 秦宇子《安靜》，落败 | 最终获得齐秦组亚军 全国8强 |

## 音乐作品
《水之幻想》
《心如止水》
《斷水流》
《紅房間》
《棕旨》
《冷門》
《橙汁》
《白媚生》

## 演艺经历
- 2014年10月26日 北京 接受Easy杂志独家专访
- 2014年10月31日 杭州 参加浙江卫视“钱塘盛会”广告招商活动
- 2014年11月6日 杭州 参加浙江卫视第八届“中国电视观众节”-激情飞扬·成就梦想主题晚会
- 2014年11月11日 上海 中国好声音魏然live show
- 2014年11月17日 杭州 杭州城西银泰邮品签售会
- 2014年11月24日 山东 录制央视7套的元旦特别节目
- 2014年12月6日 南京 智尊好声音/海马S5唱响青春活动
- 2015年2月7日 深圳 中国好声音深圳巡演
- 2015年4月12日 南京 红星美凯龙卡子门店